# Mirsad Halilovic
Mirsad "Michi" Halilovic (ur. 4 września 1983 w Berchtesgaden) – niemiecki skeletonista, złoty medalista mistrzostw świata.

## Kariera
Największy sukces w karierze osiągnął w 2011 roku, kiedy wspólnie z kolegami i koleżankami z reprezentacji wywalczył złoty medal w rywalizacji drużynowej na mistrzostwach świata w Königssee. Na tej samej imprezie był także piąty w skeletonie. Piąte miejsce wywalczył również na rozgrywanych dwa lata wcześniej mistrzostwach świata w Lake Placid. W zawodach Pucharu Świata zadebiutował 29 listopada 2007 roku w Calgary, zajmując siedemnaste miejsce. Pierwsze podium w zawodach tego cyklu wywalczył 3 lutego 2008 roku w Königssee, wygrywając zawody mieszane. W Pucharze Świata odniósł jeszcze jedno zwycięstwo: 18 grudnia 2009 roku w Altenbergu był najlepszy w skeletonie. W 2010 roku wystąpił na igrzyskach olimpijskich w Vancouver, zajmując trzynastą pozycję.